# Hedjet

Vương miện hedjet

Hedjet, hay vương miện Trắng, là vương miện của các pharaon cai trị Thượng Ai Cập. Sau khi Ai Cập thống nhất, Hedjet cùng với vương miện Đỏ Deshret hợp lại thành Pschent (hay còn gọi là vương miện Kép).
Nekhbet, nữ thần kền kền, là người bảo trợ của Thượng Ai Cập nên đôi khi cũng được gọi là Hedjet.

## Lịch sử

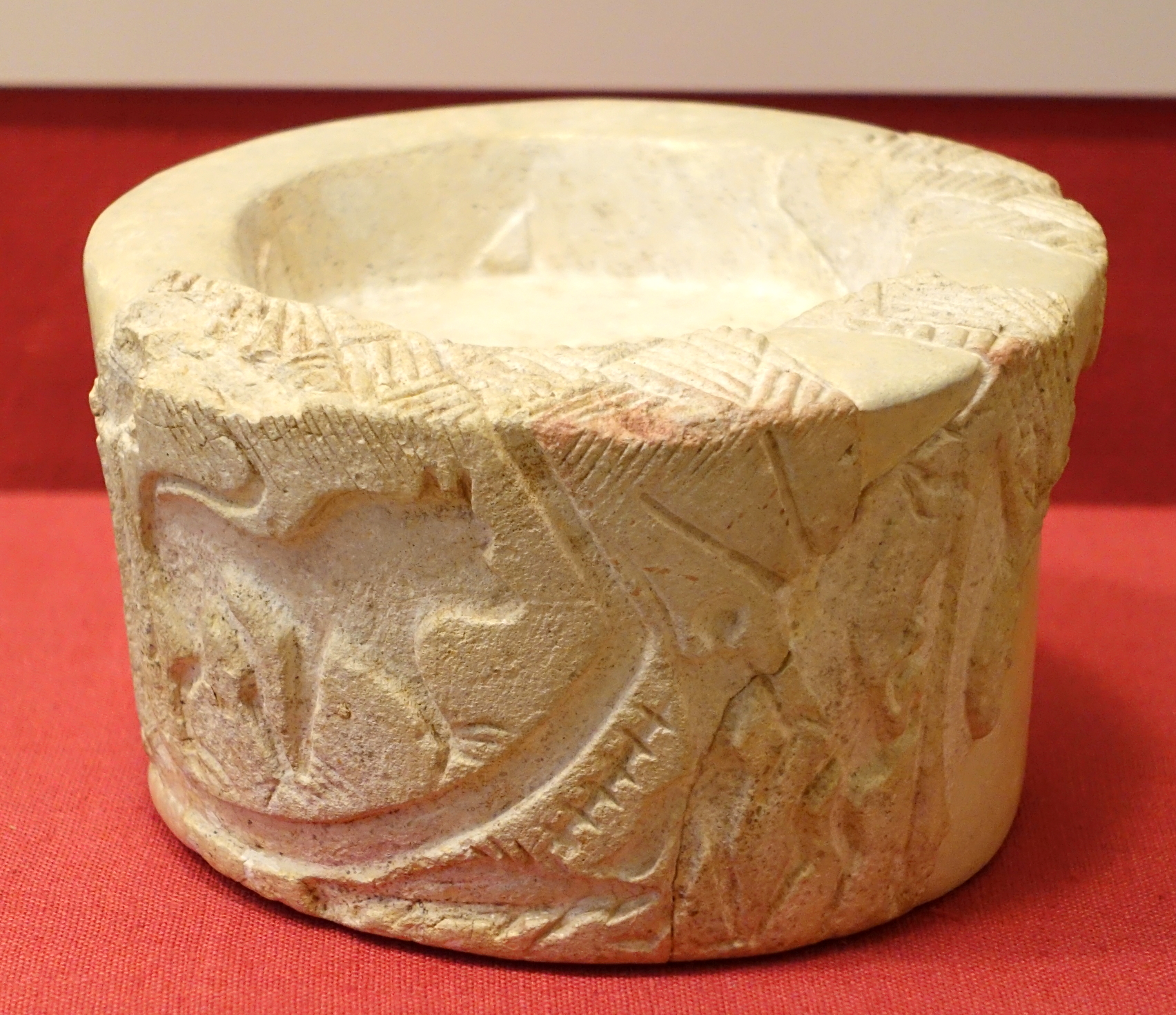
Lư hương Qustul (hình ảnh hedjet nằm ở mặt sau)

Tại nghĩa trang Qustul của người Nubia (thuộc Ai Cập, nằm gần biên giới với Sudan), nhà khảo cổ Bruce Williams tìm thấy một cái lư hương bằng đá vôi, trên đó có khắc hình ảnh một người đội vương miện hedjet. Năm 1987, Williams lập luận rằng, việc ông phát hiện ra lư hương Qutsul rõ ràng cho thấy mối liên kết và ảnh hưởng của người Nubia trong việc giúp hình thành nền văn minh pharaon ở Ai Cập.
Giả thiết của Williams mâu thuẫn vì những khám phá gần đây hơn tại Abydos đã chứng minh rằng chế độ quân chủ Ai Cập có trước các lăng mộ ở Qustul. Đơn cử như biểu tượng của vương miện Đỏ Deshret trên những bình gốm từ Abydos có niên đại vào khoảng năm 3500 TCN, hay những hoạt cảnh thắng trận trên tường mộ ở Nekhen vào khoảng 3400–3300 TCN, đã cho thấy chúng xuất hiện sớm hơn nhiều so với lư hương Qutsul (3200–3000 TCN), tức người Nubia đã tiếp nhận và áp dụng các biểu tượng vương quyền được phát triển ở Ai Cập chứ không phải ngược lại. Ngoài ra, bãi bồi sông Nin vùng Hạ Nubia hẹp hơn hẳn so với Thượng Ai Cập, do đó sẽ hạn chế tiềm năng phát triển nông nghiệp và chính trị, góp phần bác bỏ giải thiết trên, mặc dù phần lớn nguyên liệu thô như ngà, gỗ mun, hương và da thú ở Ai Cập là nhập từ Nubia.

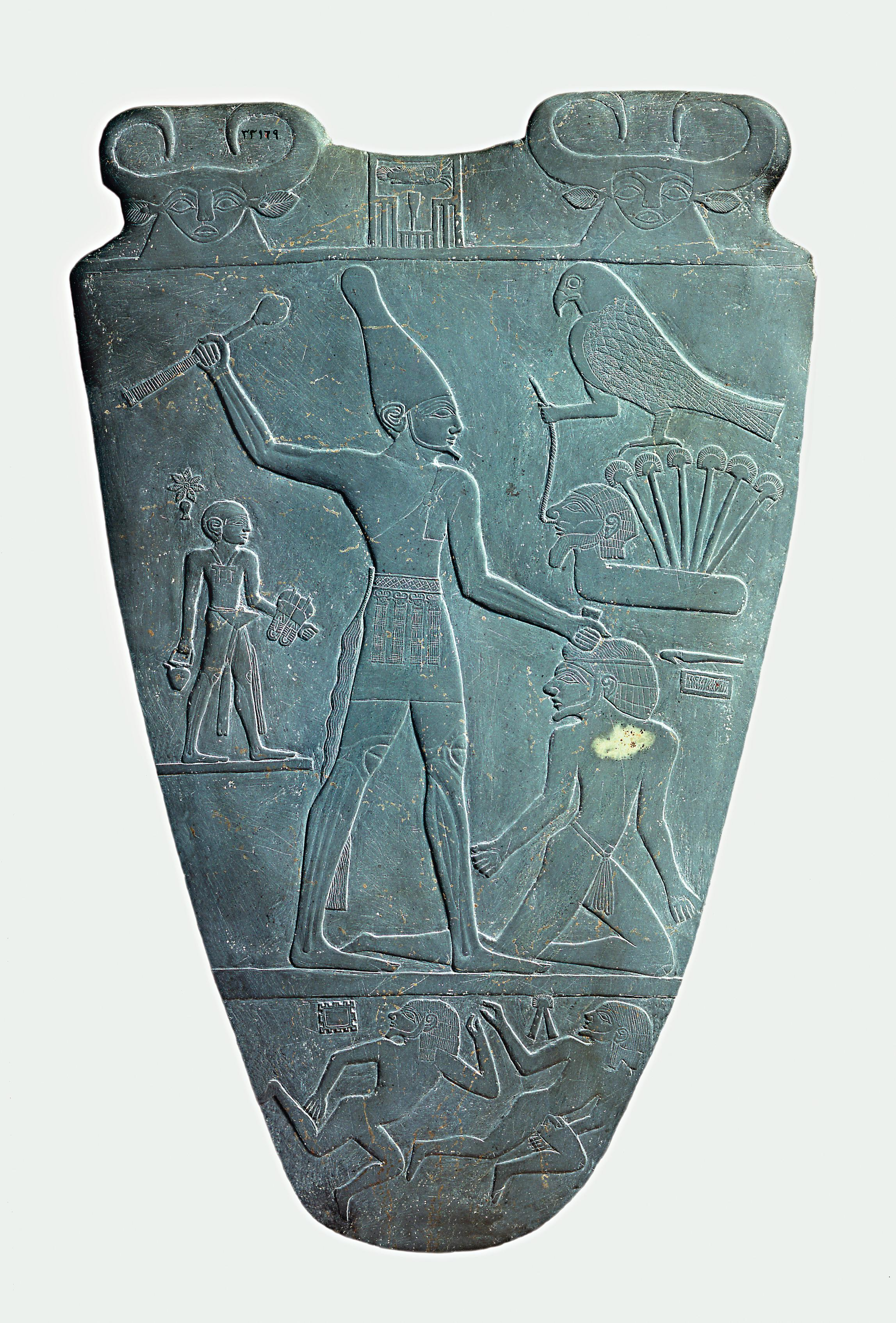
Mặt trước của bảng màu Narmer khắc họa hình ảnh nhà vua đội hedjet

Lư hương Qutsul có thể được chế tác ở Ai Cập, hoặc ít nhất là được trang trí bởi các nghệ nhân Ai Cập, và được gửi tới nhà cai trị Qutsul như một món quà, nhưng điều này chỉ đúng nếu người nhận hiểu được ý nghĩa các hình. Các biểu tượng trên lư hương, như thuyền hay hoa hồng, có thể không mang cùng một ý nghĩa chính xác trong các văn tự Ai Cập, khả năng là có một sự truyền bá ý tưởng dọc theo vùng thung lũng sông Nin đã tạo ra sự thay đổi như thế.
Vào năm 2012, các nhà Ai Cập học đã khai quật được các bản khắc trên đá từ vùng Nag el-Hamdulab ở Aswan. Hình ảnh pharaon đội vương miện hedjet là một trong những đại diện sớm nhất về vương quyền ở Ai Cập cổ đại, bên cạnh đó còn là những hình ảnh về một buổi lễ rước thuyền, các tù binh và động vật. Hình dạng của thuyền và những điểm tương đồng quan trọng giữa hoạt cảnh với các phù điêu về pharaon Bò Cạp II (trên đầu chùy của ông) và Narmer (trên bảng màu Narmer), hai vị vua  cho thấy rằng bản khắc Nag el-Hamdulab có niên đại vào cuối thời kỳ Tiền vương triều của Ai Cập (khoảng 3200–3100 TCN). Vương miện hedjet trên bản khắc Nag el-Hamdulab có phần chóp hướng thẳng lên, nhưng hơi nghiêng ra sau trên phù điêu của Bò Cạp II và Narmer, trở thành kiểu mẫu trong suốt phần còn lại của lịch sử Ai Cập.
Một biến thể của hedjet là vương miện atef, với hai chùm lông cuộn tròn của đà điểu được trang trí ở mỗi bên. Vương miện này thường gắn liền với Osiris, lãnh chúa của âm phủ và là cha của thần Horus. Thần Horus, dưới dạng là một con chim ưng, đã đội hedjet như phù điêu trên bình đá của pharaon Khasekhemwy.
Thực tế, không có bất kỳ vương miện hedjet nào được tìm thấy, ngay cả trong những ngôi mộ tương đối còn nguyên vẹn như của pharaon Tutankhamun. Nỉ hoặc da thuộc có thể là vật liệu dùng để làm vương miện, nhưng đây hoàn toàn chỉ là suy đoán.

## Điêu khắc

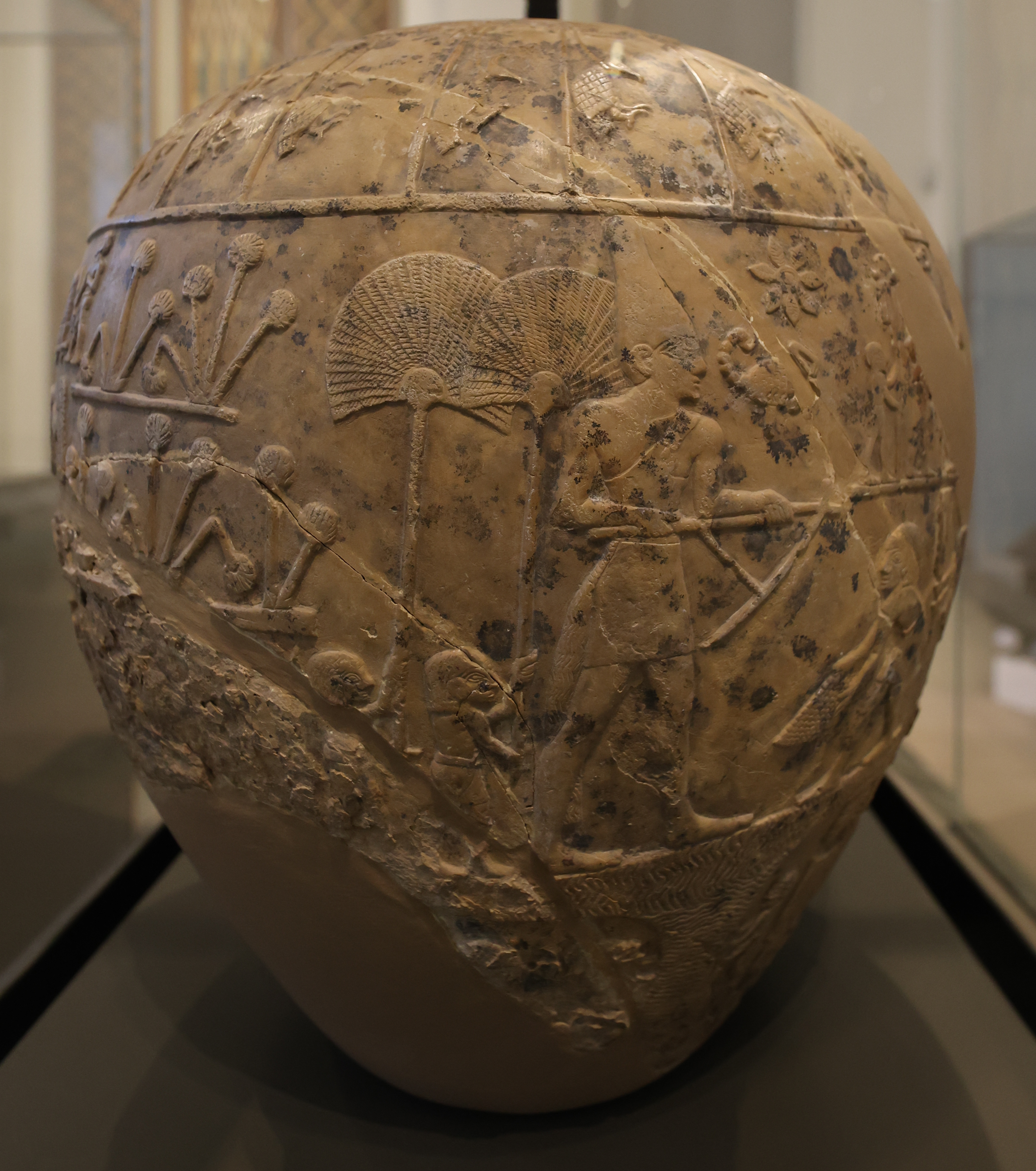
Đầu chùy của Bò Cạp II, với hình ảnh nhà vua đang đội hedjet
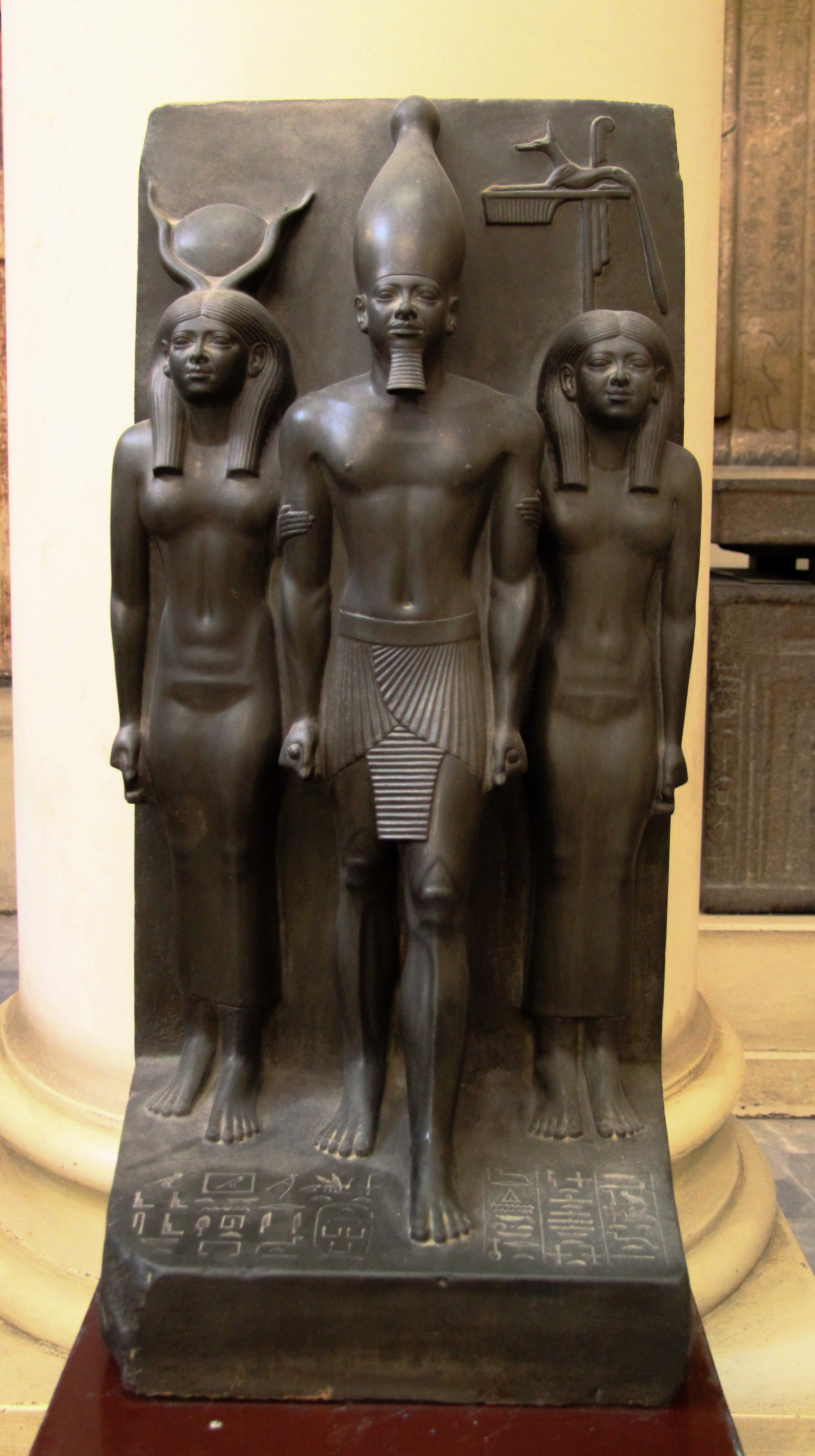
Pharaon Menkaure đội hedjet, đứng giữa hai nữ thần Anput (trái) và Hathor (phải)
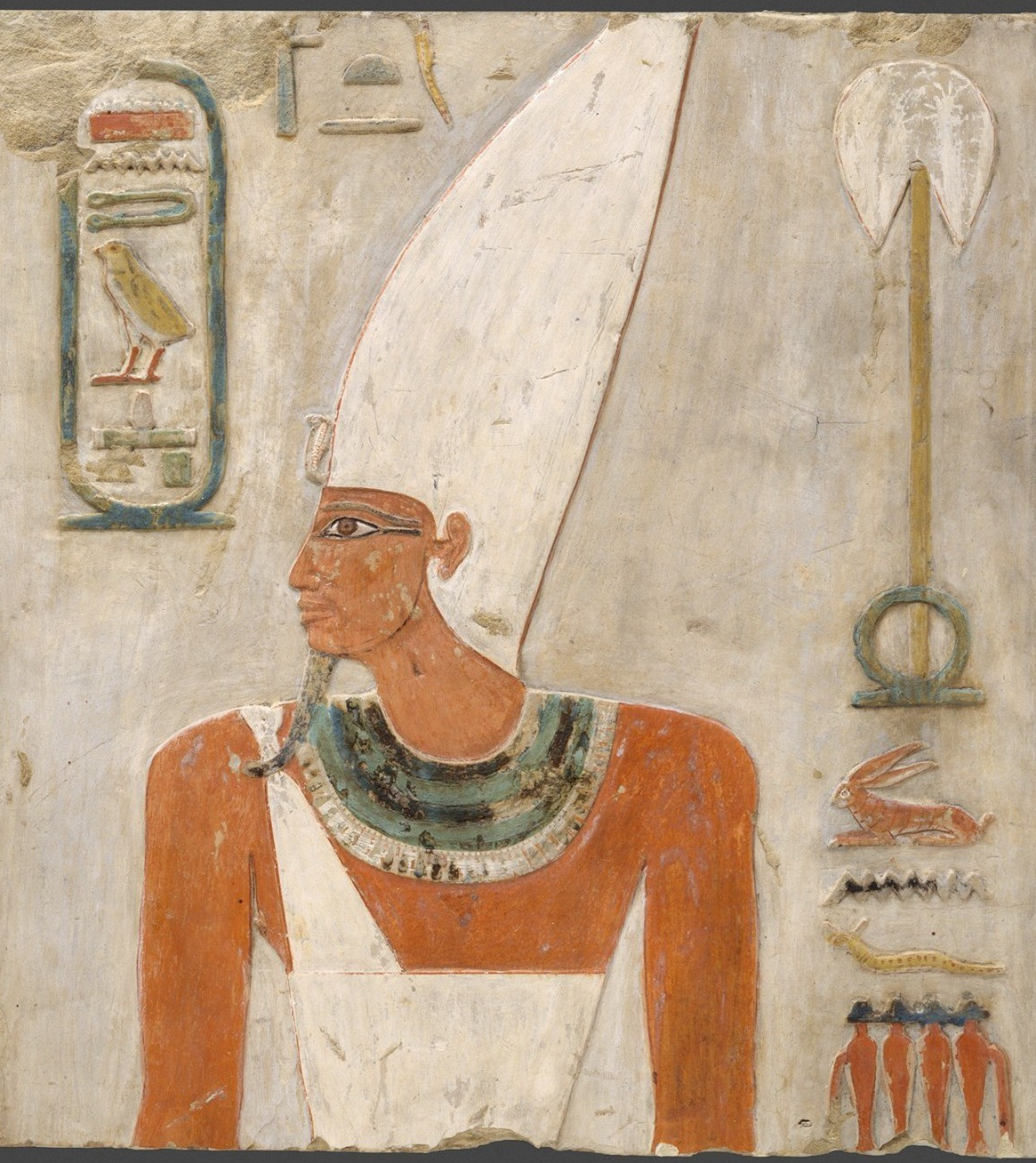
Phù điêu của pharaon Mentuhotep II trên một mảnh đá
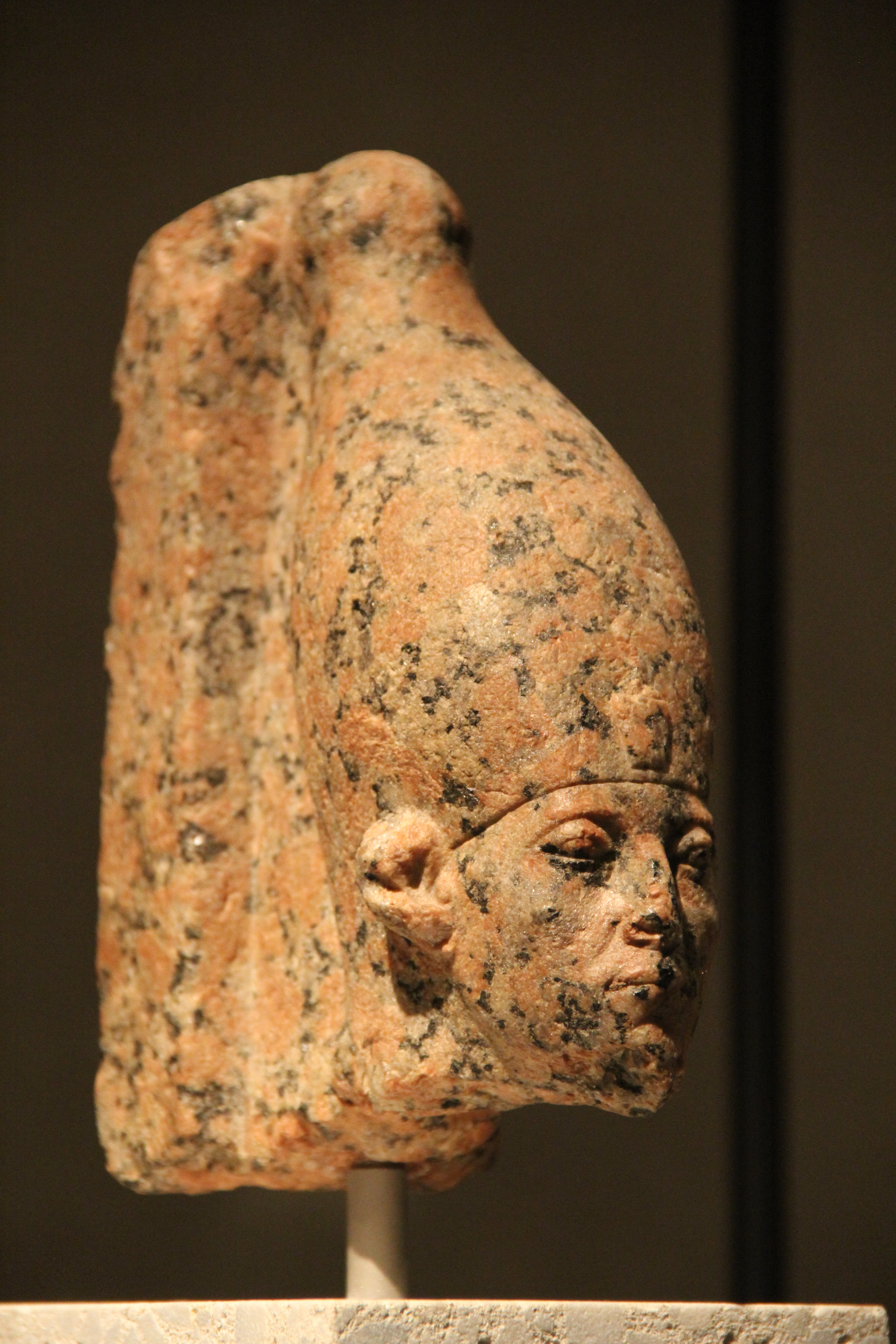
Đầu tượng của pharaon Senusret III
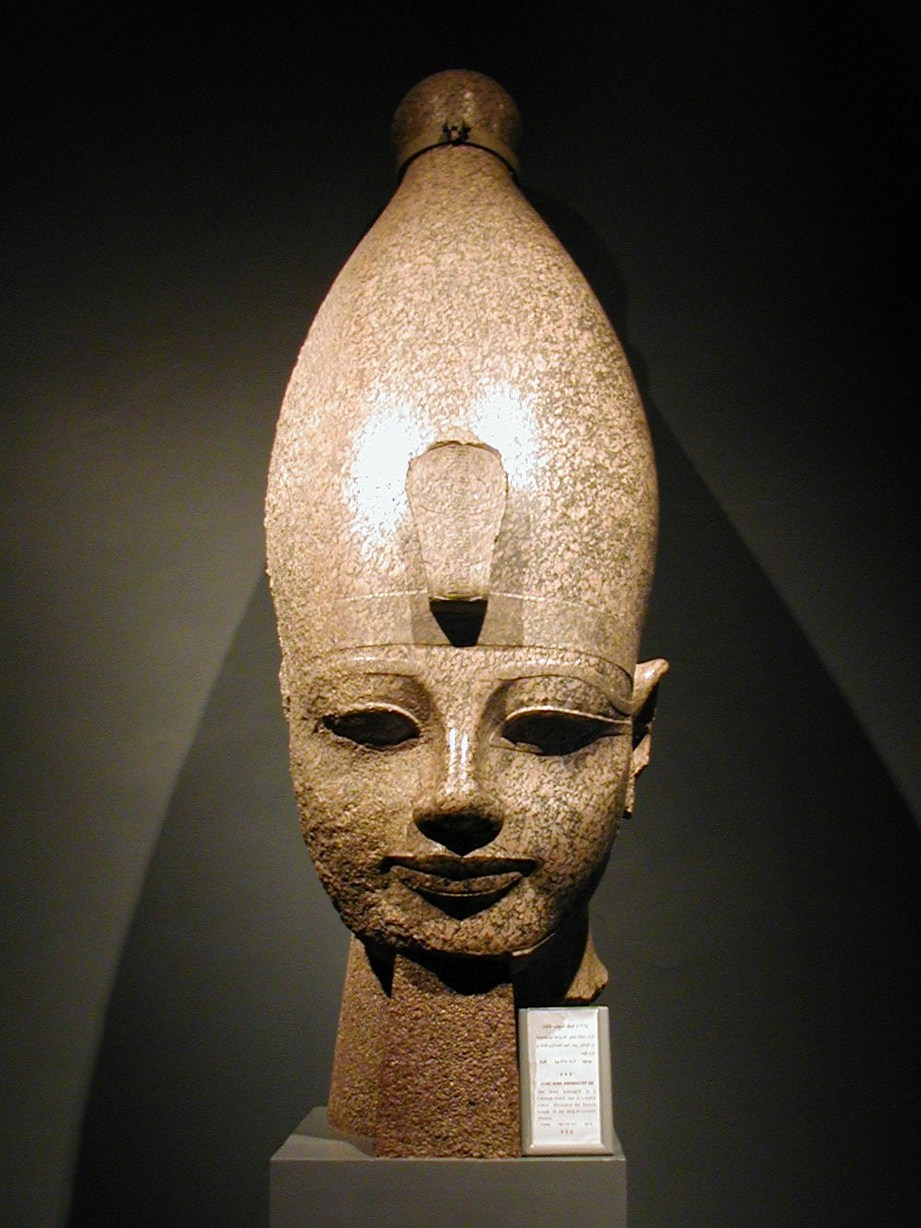
Đầu tượng của pharaon Amenhotep III